# Lista de clubes inspirados no Botafogo de Futebol e Regatas
Neste artigo, listam-se clubes inspirados no Botafogo de Futebol e Regatas. Até o momento, estão catalogados mais de 90 clubes.

## Homônimos no Brasil

### Acre
- Botafogo Futebol Clube (Acre)

### Amapá
- Botafogo Futebol Clube (Macapá) [1]
- Botafogo Futebol Clube (Oiapoque) [2]

### Amazonas
- Botafogo Nhamundaense Clube[3]
- Botafogo Futebol Clube (Itacoatiara) (amador)

### Bahia
- Botafogo Esporte Clube (Ipiaú)
- Botafogo Esporte Clube (Jacobina)
- Botafogo Sport Club
- Botafogo Esporte Clube (Santo Amaro)
- Botafogo de Aroeira Futebol Clube [4]
- Botafogo F. C. (Conceição do Coité) [5]
- E. C. Botafogo (Conceição do Coité) [6]

### Ceará
- Botafogo Foot-Ball Club

### Distrito Federal
- Botafogo Sobradinho Futebol Clube
- Botafogo-DF[7]

### Espírito Santo
- Botafogo Futebol Clube de Jaguaré
- Botafogo Veneciano [8]

### Goiás
- Botafogo Futebol Clube (Goiás)

### Maranhão
- Botafogo do Anil*[9]
- Botafogo de Imperatriz* [10]

" * Nota : Adicionar nome completo do Clube"

### Mato Grosso do Sul
- Botafogo de Aquidauana*[11]
- Botafogo F. C. (Campo Grande) [12]

" * Nota : Adicionar nome completo do Clube"

### Minas Gerais
- Botafogo Futebol Clube de Sabará [13]
- Botafogo de Aimorés* [14]
- Botafogo de Baependi

" * Nota :Clube atlético Mineiro"

### Pará
- Botafogo Futebol Clube de Belém [15]

" * Nota : Adicionar nome completo do Clube"

### Paraíba
- Botafogo Futebol Clube (Paraíba)
- Botafogo de Cajazeiras*[16]

- Botafogo de Patos* (Extinto)[17]

"* Nota : Adicionar nome completo do Clube"

### Paraná
- Esporte Clube Botafogo de Marechal Rondon*[18]
- Botafogo de Curitiba*
- Clube Atlético Botafogo (Santiago)[19]
- Botafogo F. C. de Loanda[20]

" * Nota : Adicionar nome completo do Clube"

### Pernambuco
- Botafogo Futebol Clube de Caruaru*[21]

### Piauí
- Botafogo Esporte Clube
- Botafogo Futebol Clube de Santa Lúcia do Piauí[22]

### Rio de Janeiro
- Botafogo Futebol Clube (Macaé)
- Botafogo Casimirense Esporte Clube de Casimiro de Abreu
- Botafogo da Lauro Muller

### Rio Grande do Sul
- Sociedade Esportiva Botafogo de Viamão[23]
- Botafogo Esporte Clube (Três de Maio) de Três de Maio

- Esporte Clube Botafogo de Fagundes Varela

- Botafogo Futebol Clube (Dom Pedrito) de Dom Pedrito

- Esporte Clube Botafogo de Veranópolis [24]
- Botafogo Atlético Clube de Jaquirana
- Botafogo Esporte Clube Nova Bréscia
- Futebol Clube Botafogo de Santo Cristo[25]
- Esporte Clube Botafogo de Vanini[26]
- Botafogo Futebol Clube de Cachoeira do Sul[27]

" * Nota : Adicionar nome completo do Clube"

### Rondônia
- Botafogo Futebol Clube (RO)[28]

### Santa Catarina
- Botafogo Atlético de Santa Catarina*
- Botafogo Futebol Clube (Laguna) [29]
- Botafogo Futebol Clube (Xaxim) [30]
- Botafogo de Pomerode* [31]
- SER AUPE Botafogo [32]
- Botafogo de Jaraguá do Sul *
- Botafogo de Capivari de Baixo * [33]

" * Nota : Adicionar nome completo do Clube"

### São Paulo
- Botafogo Futebol Clube (Ribeirão Preto) [34]
- Clube Atlético Botafogo (Barra Bonita)
- Esporte Clube Botafogo de Santos
- Associação Atlética Botafogo (São Paulo) * *
- Botafogo Futebol e Samba de Jaçanã[35]
- Botafogo de Catanduva** [36]
- Botafogo de Guaianases[37]

" ** Nota : Adicionar nome completo do Clube"

### Sergipe
- Botafogo Associação Sergipana de Futebol

## Homônimos no exterior

### Angola
- Clube Desportivo e Recreativo Botafogo de Luanda[38]

### Argentina
- Agrupacion Deportiva Botafogo de Rosario[39]
- Botafogo F.C. de Rauch[40]
- Botafogo de Granadero[41]

### Cabo Verde
- Botafogo (Cabo Verde)

### Camarões
- Botafogo de Buéa
- Botafogo de Douala[42]

### Chile
- Club Deportivo Botafogo[43]
- Botafogo de Parte Alta[44][45]
- Botafogo de Coquimbo[46][47]

Escuela de Fútbol Botafogo de Viña Del Mar

### Colômbia
- Club Escuela Botafogo FC de Itagui[48]

### Estados Unidos
- Pure FC Soccer [49]

### Guiana
- Botafogo de Linden

### Jamaica
- Botafogo de Montego Bay[50]

### Peru
- Botafogo de Barranca
- Botafogo de Ate Vitarte[51][52]

### Portugal
- Sociedade Recreativa Unidos ao Botafogo[53]
- Botafogo de Cabanas * [54]
- Botafogo de Coimbra *[55]

" * Nota : Adicionar nome completo dos Clubes"

### República Tcheca
- R.F.C. Botafogo de Mladá Boleslav (Atual Futsal Clube Malibu Mlada Boleslav) [56]
- Tým hvězd Botafogo de Mladá Boleslav (Atualmente FC Sporting)[57]

## Clubes inspirados no Botafogo

### Brasil
- Ceilândia Esporte Clube *
- Estrela do Norte Futebol Clube
- Esporte Clube Barroso (Valença)
- Estrela Esporte Clube (Porto Feliz) **
- Associação Atlética Botucatuense[58]**

*O uniforme da equipe é inspirado no do Botafogo de Futebol e Regatas
**O escudo do clube é uma homenagem ao Botafogo de Futebol e Regatas